# Canoagem nos Jogos Olímpicos de Verão de 2016 - C-2 1000 m masculino

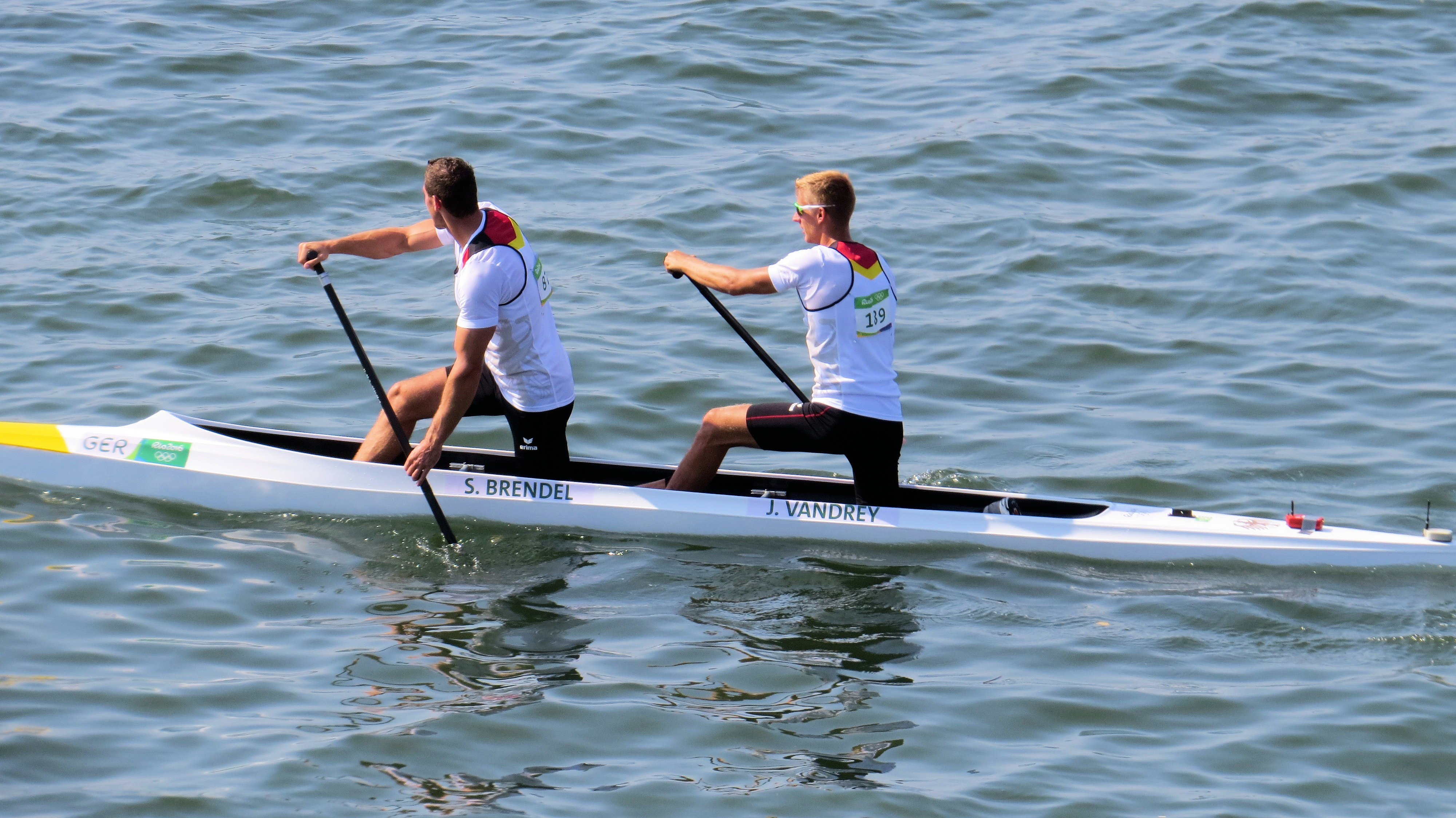
Sebastian Brendel e Jan Vandrey conquistaram a medalha de ouro.

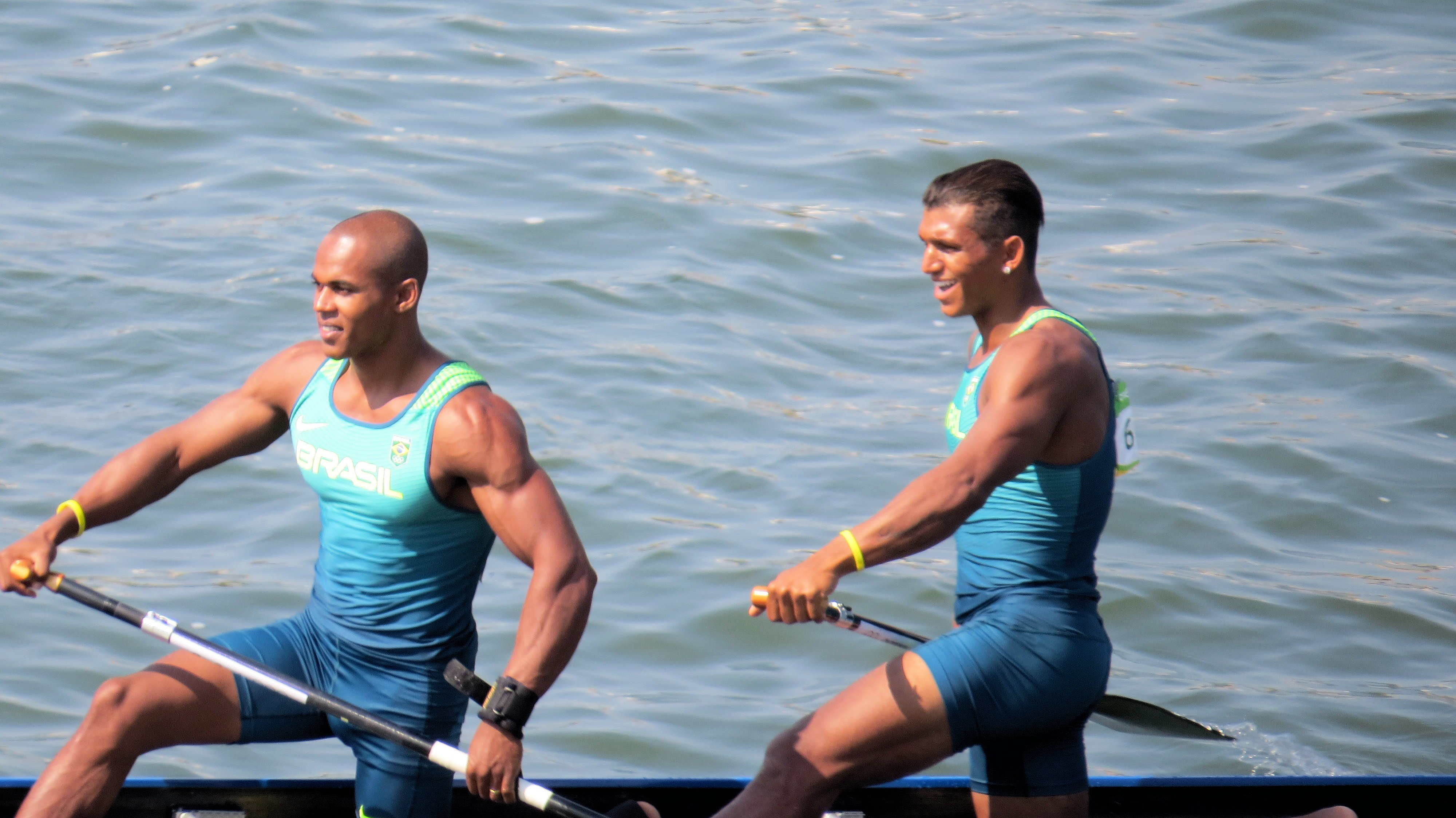
Erlon Silva e Isaquias Queiroz finalizam em segundo lugar na final.

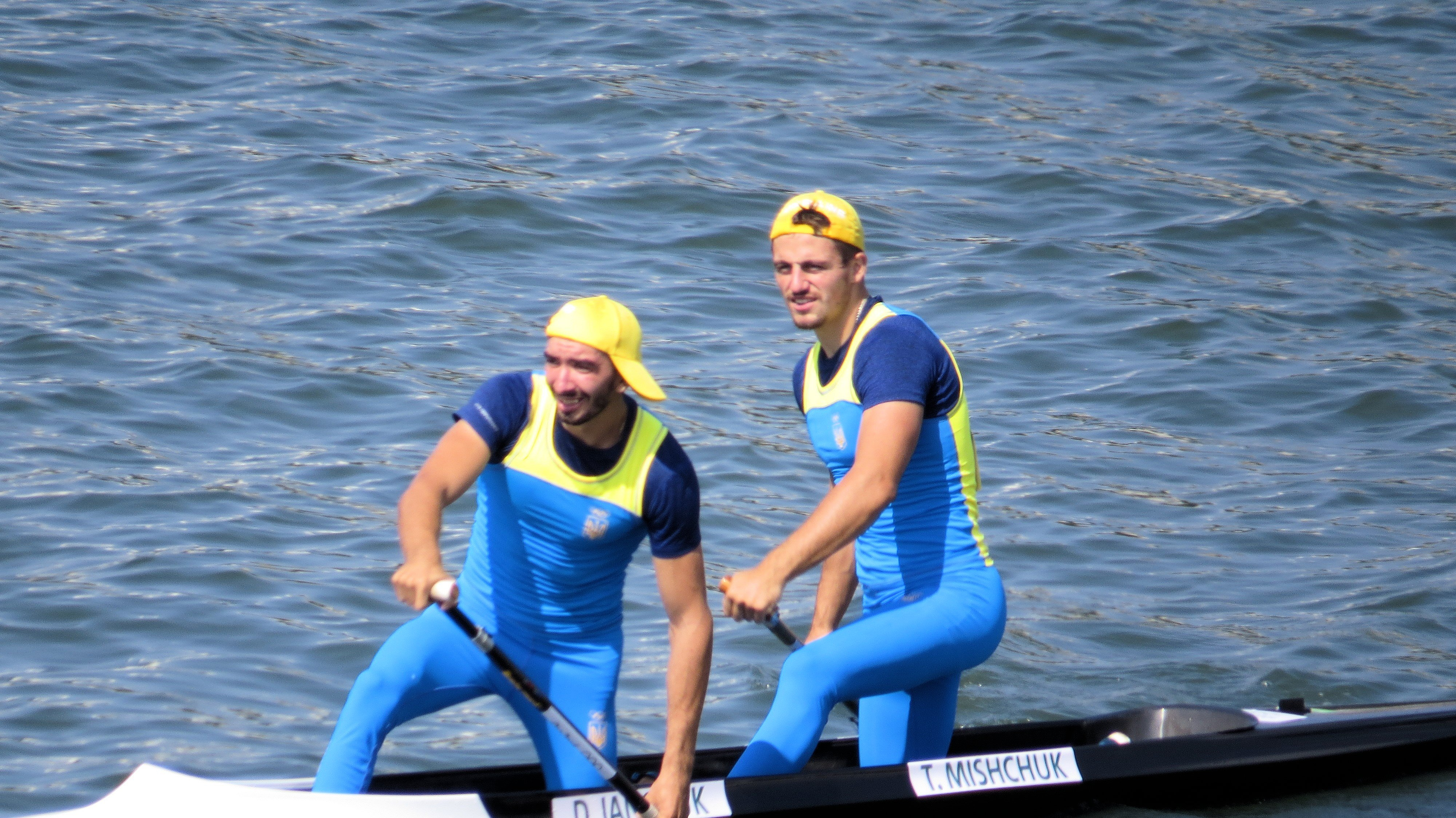
Dmytro Ianchuk e Taras Mishchuk foram os medalhistas de bronze.

A competição C-2 1000 m masculino de canoagem nos Jogos Olímpicos de Verão de 2016 realizou-se nos dias 19 de agosto (provas eliminatórias e semifinais) e 20 de agosto (finais).

## Calendário
Horário local (UTC-3)
| Dia          | Horário | Fase          |
| ------------ | ------- | ------------- |
| 19 de agosto | 09:21   | Eliminatórias |
| 19 de agosto | 10:21   | Semifinal     |
| 20 de agosto | 09:14   | Final         |

## Medalhistas
| Ouro   | GER Sebastian Brendel / Jan Vandrey |
| Prata  | BRA Isaquias Queiroz / Erlon Silva  |
| Bronze | UKR Dmytro Ianchuk / Taras Mishchuk |

## Resultados

### Eliminatórias
Regras de classificação: 1º colocado para → Final e o restante para → Semifinais.

#### Eliminatória 1
| Pos. | Nome                               | CON            | Tempo    | Notas |
| ---- | ---------------------------------- | -------------- | -------- | ----- |
| 1    | Isaquias Queiroz / Erlon Silva     | BRA Brasil     | 3:33.269 | QFA   |
| 2    | Dmytro Ianchuk / Taras Mishchuk    | UKR Ucrânia    | 3:35.284 | QS    |
| 3    | Ilia Shtokalov / Ilya Pervukhin    | RUS Rússia     | 3:43.105 | QS    |
| 4    | Ferenc Szekszárdi / Martin Marinov | AUS Austrália  | 4:07.372 | QS    |
| 5    | Mussa Chamaune / Joaquim Lobo      | MOZ Moçambique | 4:14.002 | QS    |

#### Eliminatória 2
| Pos. | Nome                             | CON                 | Tempo    | Notas |
| ---- | -------------------------------- | ------------------- | -------- | ----- |
| 1    | Sebastian Brendel / Jan Vandrey  | GER Alemanha        | 3:33.482 | QFA   |
| 2    | Serguey Torres / Fernando Jorge  | CUB Cuba            | 3:34.939 | QS    |
| 3    | Henrik Vasbányai / Róbert Mike   | HUN Hungria         | 3:35.501 | QS    |
| 4    | Jaroslav Radoň / Filip Dvořák    | CZE República Checa | 3:36.818 | QS    |
| 5    | Mateusz Kamiński / Michał Kudła  | POL Polônia         | 3:44.717 | QS    |
| 6    | Gerasim Kochnev / Serik Mirbekov | UZB Uzbequistão     | 4:00.330 | QS    |

### Semifinais
Os três mais rápidos de cada semifinal qualificam-se para a final 'A'. Os dois mais lentos de cada semifinal qualificam-se para a final 'B'

#### Semifinal 1
| Pos. | Nome                            | CON                 | Tempo    | Notas |
| ---- | ------------------------------- | ------------------- | -------- | ----- |
| 1    | Dmytro Ianchuk / Taras Mishchuk | UKR Ucrânia         | 3:38.384 | QFA   |
| 2    | Jaroslav Radoň / Filip Dvořák   | CZE República Checa | 3:42.166 | QFA   |
| 3    | Henrik Vasbányai / Róbert Mike  | HUN Hungria         | 3:56.126 | QFA   |
| 4    | Mussa Chamaune / Joaquim Lobo   | MOZ Moçambique      | 4:23.965 | QFB   |

#### Semifinal 2
| Pos. | Nome                               | CON             | Tempo    | Notas |
| ---- | ---------------------------------- | --------------- | -------- | ----- |
| 1    | Serguey Torres / Fernando Jorge    | CUB Cuba        | 3:40.192 | QFA   |
| 2    | Gerasim Kochnev / Serik Mirbekov   | UZB Uzbequistão | 3:40.772 | QFA   |
| 3    | Ilia Shtokalov / Ilya Pervukhin    | RUS Rússia      | 3:42.127 | QFA   |
| 4    | Mateusz Kamiński / Michał Kudła    | POL Polônia     | 3:43.467 | QFB   |
| 5    | Ferenc Szekszárdi / Martin Marinov | AUS Austrália   | 4:13.754 | QFB   |

### Finais

#### Final B
| Pos. | Nome                               | CON            | Tempo    |
| ---- | ---------------------------------- | -------------- | -------- |
| 1    | Mateusz Kamiński / Michał Kudła    | POL Polônia    | 3:52.964 |
| 2    | Ferenc Szekszárdi / Martin Marinov | AUS Austrália  | 4:10.238 |
| 3    | Mussa Chamaune / Joaquim Lobo      | MOZ Moçambique | 4:38.732 |

#### Final A
| Pos.              | Nome                             | CON                 | Tempo    |
| ----------------- | -------------------------------- | ------------------- | -------- |
| Medalha de ouro   | Sebastian Brendel / Jan Vandrey  | GER Alemanha        | 3:43.192 |
| Medalha de prata  | Isaquias Queiroz / Erlon Silva   | BRA Brasil          | 3:44.819 |
| Medalha de bronze | Dmytro Ianchuk / Taras Mishchuk  | UKR Ucrânia         | 3:45.949 |
| 4                 | Henrik Vasbányai / Róbert Mike   | HUN Hungria         | 3:46.198 |
| 5                 | Ilia Shtokalov / Ilya Pervukhin  | RUS Rússia          | 3:46.776 |
| 6                 | Serguey Torres / Fernando Jorge  | CUB Cuba            | 3:48.133 |
| 7                 | Jaroslav Radoň / Filip Dvořák    | CZE República Checa | 3:49.352 |
| 8                 | Gerasim Kochnev / Serik Mirbekov | UZB Uzbequistão     | 3:52.920 |